# Antonín Baborovský
Antonín Baborovský   (Karlovy Vary i Karlovy Vary, 24 de juny de 1951 - 24 de desembre de 2023) fou un pilot de motocròs txec de renom internacional durant la dècada del 1970. Després de participar unes temporades al Campionat del Món de motocròs de 250cc, començà a destacar quan canvià a la categoria dels 125cc. El 1975, com a membre de l'equip estatal en què també hi havia Jiří Churavý, Miroslav Navácek i Zdenek Velky, aconseguí al circuit txec de Sedlčany l'únic triomf que obtingué mai l'antiga Txecoslovàquia al Motocross des Nations.
Durant tota la seva carrera, Baborovský fou membre de l'equip de motocròs Dukla de Praga i pilot oficial de ČZ.

## Trajectòria esportiva
Antonín Baborovský va començar a portar motos a sis anys. El 1960, quan en tenia amb prou feines nou, va disputar la seva primera cursa, lògicament sense llicència, gràcies a que la mare del conegut pilot Otakar Toman, encarregada de les comprovacions administratives, l'hi va deixar participar. Força anys més tard, el 1971, va disputar el seu primer Gran Premi del Mundial de 250cc, concretament el de l'Alemanya de l'Est, a Teutschenthal. Amb els anys, Baborovský va anar progressant en competició internacional i el 1974 ja acabà segon a la primera mànega del Gran Premi de Txecoslovàquia de 250cc.
El 1975, igual com fa fer el seu compatriota Jiří Churavý, va canviar a la nova categoria dels 125cc, acabada de crear aquell any. També com en el cas de Churavy, el motiu en fou una lesió que havia patit recentment. La seva primera temporada en aquesta cilindrada, ja va acabar en tercera posició final després de guanyar-ne un Gran Premi, el del Canadà. Aquell any, 1975, fou el del seu major èxit, ja que no només va guanyar el Motocross des Nations de forma col·lectiva amb la selecció txecoslovaca, sinó que ell en fou el guanyador de les dues mànegues finals. La primera, per davant de Heikki Mikkola, i la segona, per davant de Roger De Coster. A banda d'aquest triomf, Antonín Baborovský aconseguí altres bons resultats en aquesta competició per equips, especialment al Trophée des Nations per a motocicletes de 250cc, on formant part de l'equip de Txecoslovàquia aconseguí el segon lloc a l'edició de 1975, i el tercer el 1973.
El 1976, Baborovský va tornar a la categoria dels 250cc i aquell mateix any va guanyar-ne el campionat de Txecoslovàquia. El 1977 va guanyar el seu segon Gran Premi, en aquesta ocasió el de Txecoslovàquia de 250cc, i estigué a punt de guanyar també el de Iugoslàvia, però una ruptura del tub d'escapament el va apartar de la cursa i va permetre al francès Daniel Péan d'assolir-hi la victòria.
Tot i la seva projecció internacional, Baborovský va aturar la seva carrera prematurament a causa d'una lesió recurrent a l'espatlla, en una època en què els metges no sabien operar aquesta mena de lesions com a l'actualitat. Un cop retirat, va treballar com a porter a la mateixa empresa tota la seva vida laboral, ja que les seves lesions li impedien de fer cap altra feina.

## Palmarès al Campionat del Món
Font:
| Any  | Motocicleta | 250cc | 125cc |
| ---- | ----------- | ----- | ----- |
| 1973 | ČZ          | 15è   | -     |
| 1974 | ČZ          | 22è   | -     |
| 1975 | ČZ          | -     | 3r    |
| 1976 | ČZ          | 8è    | -     |
| 1977 | ČZ          | 6è    |       |